# Ghérasim Luca
Pour les articles homonymes, voir Luca.
Ghérasim Luca (en roumain : Gherasim Luca), né Salman Locker à Bucarest le 10 juillet 1913 et mort à Boulogne-Billancourt le 9 février 1994 est un poète d'origine roumaine dont la majeure partie de l’œuvre a été publiée en français. Bien qu'il ait côtoyé certains surréalistes français, il n'a jamais appartenu au groupe.

## Biographie
Son père Berl Locker, tailleur, meurt en 1914. En contact avec les langues française et allemande à Bucarest au début des années 1930, pendant ses années de formation, il lit très tôt de nombreuses œuvres philosophiques.
En 1931, c'est le début d'une longue amitié avec Victor Brauner, qui illustrera plus tard plusieurs de ses livres. Luca publie ses premiers textes la même année, dans la revue Alge, et adhère peu après au parti communiste, alors illégal et clandestin. En 1937, il se marie avec Annie Rasicovici. Dès la fin des années 1930, tout en écrivant en roumain, il commence à écrire en français et prend le pseudonyme de Gherasim Luca. On a longtemps considéré Le Vampire passif (publié à Bucarest en 1945, avec des photographies de Théodore Brauner ; réédité par José Corti en 2001) comme le premier écrit du poète en français ; mais Iulian Toma note cependant l'existence d'un texte inédit datant de 1938 : Les Poètes de vingt ans ou une mère mange l'oreille de son enfant. Pour autant, en 1945, il adopte le français comme langue d'expression écrite. Il prend part à la fondation puis à l’activité du groupe surréaliste roumain, avec Gellu Naum, Paul Păun, Dolfi Trost, et Virgil Teodorescu, avec qui il collabore, et publie la collection Infra-Noir en 1946-1947.
Dominique Carlat nous renseigne sur son retour en Roumanie : « La déclaration de guerre le surprend à Paris ; après quelques jours d'errance en Italie, il parvient à regagner  la Roumanie avec Gellu Naum, le 26 juin 1940. Il vient d'échapper à la déportation ».
En Roumanie, avant la fin de Seconde Guerre mondiale, il publie un manifeste non-œdipien, perdu à ce jour, qui toutefois irrigue l'œuvre dans son ensemble. De sa philosophie non-œdipienne ressortent avant tout le refus de toute transcendance et le refus de la fatalité biologique. Dès lors, comme le dit Serge Martin, il vivra toujours sur la corde, tel un funambule, dansant sur la corde, dans une « reterritorialisation continue », « hors-la-loi des contraires ».
Il fuit la Roumanie qu'il a connue sous un régime fasciste, et où il a subi la politique antisémite du pouvoir, et qui est désormais placée sous la tutelle de l'Union soviétique. Après un rapide passage en Israël, à partir de 1952, il s'installe définitivement à Paris, d'abord avec sa compagne, Mirabelle Dors, puis à partir de 1955 et jusqu'à sa mort avec la peintre Micheline Catti. Il vit à Montmartre, dans un vieil atelier, sans eau chaude ni salle de bains, au troisième étage, sous les toits, du 8 de la rue Joseph-de-Maistre. Parmi ses amis, on compte Victor Brauner, Jacques Hérold, Gilles Ehrmann, Wifredo Lam, Paul Celan et Gisèle Celan-Lestrange, Thierry Garrel, Jean Carteret, le poète Claude Tarnaud, l'artiste Béatrice de la Sablière, qui fut sa compagne de 1952 à 1955, elle-même également liée à Tarnaud et au poète Stanislas Rodanski. Il poursuit ses activités artistiques multiples et en particulier ses réalisations graphiques parmi lesquelles les « cubomanies », commencées dès 1945, sont remarquables. Il s'agit d'une sorte de collage, obtenu en découpant de manière régulière une image donnée en fragments carrés et en recollant aléatoirement les morceaux, selon une conception toute personnelle du hasard objectif. Linda Lê le décrit comme « irréconciliable, il ne se conformait qu'à une règle : rester à l'écart, ne pas se mêler à la tourbe des fauves aux dents longues. »
Il parle le yiddish, le roumain, le français et l'allemand et devient un poète francophone reconnu, dont les récitals (selon son propre terme), qu'il initie dans les années 1960, ne laissent personne indifférent.
Son ami et complice Jacques Hérold, peintre, placarde sur les murs de Paris, peu avant mai 68, une liste de tableaux imaginée pour lui par André Breton et des poèmes de Ghérasim Luca.
À partir de 1973, les philosophes Gilles Deleuze et Félix Guattari lui rendent hommage, en soulignant à quel point son « bégaiement » renouvelle la poésie, en portant le langage aux limites et en taillant « dans sa langue une langue étrangère ». Également, sa « position non-œdipienne », son « auto-détermination » comme re-création de soi, bien avant L'Anti-Œdipe, ne pouvaient, à la suite d'Artaud, que retenir l'attention des deux philosophes. Deleuze le cite dans ses dialogues avec Claire Parnet et en parle comme d'« un grand poète parmi les plus grands ».
Dans une sorte de transe verbale, qui tient autant du rituel que de l'exercice spirituel, « à gorge dénouée », Ghérasim Luca lit lui-même ses poèmes, lesquels proposent une écriture d'une très grande complexité dont la volubilité et la retenue font les deux modalités contradictoires mais toujours associées. Tantôt participant à des cycles ou à des projets de livre, chaque poème est minutieusement organisé jusqu'à sa typographie en utilisant le jeu des pages, tenant ainsi au plus fort du livre une oralité de l'écriture pleine de rythme : « je m'oralise », écrit-il. Son travail manifeste, depuis le début, une véritable obsession de la mort sous toutes ses formes tout en recherchant le plus vivant du langage jusque dans l'écriture de mots-valises et de formes syntaxiques défaisant tout académisme langagier pour inventer une véritable « cabale phonétique », une langue riche de nouvelles relations. Exemple le plus célèbre de ce « tangage de la langue », le poème Passionnément (1947) constitue à lui seul une prouesse remarquable, formidable cri de vie et d'amour, puisqu'il (ré)invente l'amour en tenant politique, éthique et poétique d'un même souffle loin de toutes les dichotomies habituelles (lyrisme/objectivisme ou intime/public, etc.). Évoquant son « parler apatride », André Velter écrit qu’il outrepasse les codes de sa langue d’adoption, « homme de nulle part enfin, il parle ici une langue tout à fait sienne qui excède autant le bon goût des linguistes et des grammairiens que le bon style des littérateurs, la bonne pensée des idéologues ou les bonnes mœurs des tenants de l’ordre grégaire. »
Dans la tradition kabbalistique du langage, toute son œuvre participe d'une mise en mouvement de la langue, des idées et du corps, indissociablement liés dans un tourbillon d'érotisation générale : une « orgie de mots », qui cherche à « prendre corps » (Paralipomènes). Une manière explosive d'affoler le langage, et de le mettre en état de métamorphoses et mouvement permanent. Ghérasim Luca se livre en effet à une radicale pensée et réinvention du langage, au sens d'un corps-langage, pris dans une incessante « morphologie de la métamorphose » (titre d'un poème dans Héros-Limite), qui vise à mettre en mouvement toute la métaphysique : c'est ainsi que le poème « Quart d'heure de culture métaphysique »
témoigne d'une sortie, à la fois douloureuse et jubilatoire, de la culture métaphysique, une physique du langage contre « le grand tout métaphysique ». Définitivement « hors la loi », le poète Luca est ce « héros-limite » dont la vie et le cheminement poétique se résument dans un refus de toutes les limites, identités, essences, modes, idéologies, patries, de tous les académismes, enfermements, qu'ils soient politiques, éthiques, religieux, rhétoriques, selon sa formule : « comment s'en sortir sans sortir ». Vincent Teixeira précise ainsi l'insoumission du poète : « Luca est de ces irréductibles enragés, aventuriers de l'esprit et aventuriers du langage, qui refusent toute allégeance, toute compromission avec les mensonges idéologiques, même tacites, mollement consensuels, les innombrables conformismes et entreprises de normalisation et asservissement des corps et des esprits, bref un refus du monde tel qu'il est ou tel qu'on voudrait nous faire croire qu'il est. Un refus barbare, contre toutes les barbaries de l'histoire ».
À l'écart de tout mouvement ou école, contre les langages et les corps instrumentalisés, sa poésie apparaît ainsi comme une tentative théâtrale d'inventer un langage inconnu (que symbolisent par exemple les titres Le Chant de la carpe ou Théâtre de bouche), l'invention d'une langue et d'un vivre, et conjointement une réinvention de l'amour et du monde, car selon lui « tout doit être réinventé ». La poésie, le rêve, l'amour et la révolution ne font qu'un, puisque dire le poème, dire le mot consiste à dire le monde : « gRÈVE / GÉNÉRALe / sans fin / ni commencement / LA POÉSIE / SANS LANGUE / LA RÉVOLUTION / SANS PERSONNE / L’AMOUR / SANS / FIN ». Dans cette expérience qui tient la poésie et la vie au plus vif, le désespoir est surmonté par « l'appel d'air du rire / à mourir de fou rire ». Selon lui, avec autant de jouissance que de révolte, autant d'humour que de désespoir, la poésie est une aventure humaine, qui engage le devenir de l'homme et du monde, non pour divertir, mais pour changer le monde, puisqu'« une lettre, c'est l'être lui-même », dit Ghérasim Luca.
Marguerite Bonnet n'ayant pas réussi à persuader Gallimard d'éditer ses textes, à partir de 1985, ce sont les Éditions José Corti qui rééditent certains de ses anciens livres, à commencer par les trois parus aux Éditions Le Soleil noir, et publient ensuite les inédits. Pour tous ses livres édités, Ghérasim Luca apportait un soin extrême à la « physique » du livre, au format, comme à la disposition de chaque poème.
À la fin des années quatre-vingt, l'atelier dans lequel il vit, rue Joseph-de-Maistre est jugé insalubre par l'administration, et il est alors expulsé et contraint de l'évacuer. Pour obtenir d’être relogé, il doit justifier d’une explicite appartenance nationale ; lui qui se considérait, depuis toujours, comme apatride devra alors se résoudre, contraint et forcé, à être naturalisé français, épousant par la même occasion sa compagne, Micheline Catty, en 1990. Ajoutés au poids des brimades passées et à la hantise des idéologies raciste et antisémite, ce déménagement forcé (dans un appartement de la rue Boyer, dans le 20e arrondissement) et cette obligation administrative l'affectèrent profondément, participant à l'assombrissement des dernières années de sa vie.
En 1994, fidèle à sa pensée dans son droit absolu à cette ultime décision (exprimé notamment dans La Mort morte, qui semble sceller son « destin-suicide »), comme dans son refus d'obéir à un destin biologique, il met fin à ses jours, « puisqu'il n'y a plus de place pour les poètes dans ce monde », comme il l'écrit dans une lettre d'adieu qu'il laisse à sa compagne. Comme Paul Celan 24 ans plus tôt, il se suicide en se jetant dans la Seine le 9 février ; son corps sera retrouvé le 10 mars,.

## Postérité
Son ami le photographe Gilles Ehrmann lui a rendu hommage avec La Maison d'yeux (1994).
Il avait passé quarante ans en France sans papiers et « apatride », allant chaque année à la Préfecture de police pour renouveler son permis de séjour, avant d'obtenir vers la fin de sa vie la nationalité française. À partir de 1955, il vécut avec la peintre Micheline Catti qu'il épousa par la suite. Elle a participé à certains de ses plus beaux ouvrages dans lesquels graphismes et textes se conjuguent.
Son influence a fécondé, de son vivant, des poètes comme Serge Pey, Jean-Pierre Verheggen, Joël Hubaut, Olivier Cadiot, Julien Blaine, Patrick Beurard-Valdoye, Serge Ritman, Christophe Tarkos ou Charles Pennequin, et elle ne cesse de grandir, comme en témoignent les récentes adaptations de son œuvre au théâtre et les nombreuses études qui paraissent sur son œuvre et sur lui.
En 1996 paraît le premier dossier consacré à Ghérasim Luca dans la revue Java n°15 (coordonné par Patrick Beurard-Valdoye).
En 2011, le compositeur Mathius Shadow-Sky écrit la partie pour piano à 2 claviers (+1) nonoctaviants qui accompagne la performance de Gherasim Luca : Passionnément.
En 2012, le chanteur français Arthur H met en musique son poème Prendre corps et Christophe Chassol, un extrait de son poème Passionnément. À la suite de l'écoute de l'interprétation de Prendre corps par Arthur H, le poète Loïc Demey réutilise dans son ouvrage, Je, d'un accident ou d'amour, le procédé de Ghérasim Luca d'omettre les verbes.
En mai 2016 la revue Europe a consacré son no 1045 (dirigé par Serge Martin) à Ghérasim Luca.
Dans le cadre de la Saison France-Roumanie, une exposition intitulée « Ghérasim Luca - Héros-limite » lui est consacrée au Centre Pompidou du 28 novembre 2018 au 7 janvier 2019, à partir de la donation exceptionnelle consentie par Micheline Catti-Ghérasim Luca auprès du musée national d'Art moderne.
Pour le trentième anniversaire de sa disparition, David Christoffel lui consacre un numéro de l'émission Metaclassique avec la participation de Patrick Beurard-Valdoye, Thierry Garrel et Bertrand Fillaudeau.

## Œuvres
- Un loup à travers une loupe, Bucarest, 1942. Poèmes en prose, publiés premièrement en roumain, puis traduits par l'auteur en français et publiés aux Éditions José Corti, Paris, 1998
- L'Inventeur de l'amour suivi de La Mort morte, Bucarest, 1945. Poèmes en prose, publiés en roumain, puis traduits par l'auteur en français et publiés aux Éditions José Corti, Paris, 1994
- Quantitativement aimée, Bucarest, Éditions de l'Oubli, 1944
- Le Vampire passif, Bucarest, Éditions de l'Oubli, 1945. Illustré par des photographies de Théodore Brauner ; réédition, Paris, José Corti, 2001. Réédition du manuscrit en fac-similé, présentée par Petre Răileanu et Nicolae Tzone, Bucarest, Editura Vinea, 2016
- Dialectique de la dialectique, en collaboration avec Dolfi Trost, Bucarest, Éditions surréalistes, 1945
- Les Orgies des Quanta, Bucarest, Éditions de l'Oubli, 1946
- Amphitrite, mouvements sur-thaumaturgiques et non-œdipiens, Bucarest, Éditions de l’Infra-noir, 1947 ; réédition, Paris, La maison de verre, 1996
- Le Secret du vide et du plein, Bucarest, Éditions de l'Oubli, 1947 ; réédition, Paris, La maison de verre, 1996
- Héros-Limite, avec trois dessins de Jacques Hérold, Paris, Le Soleil Noir, 1953 ; réédition, 1970 ; réédition, Paris, José Corti, 1985
- Ce Château Pressenti, avec une gravure de Victor Brauner, Paris, Méconnaissance, 1958. Ce poème fait partie de Un loup à travers une loupe.
- La Clef, Poème-Tract, Paris, 1960
- L'Extrême-Occidentale, avec 7 gravures de Jean Arp, Victor Brauner, Max Ernst, Jacques Hérold, Wifredo Lam, Roberto Matta, Dorothea Tanning, Paris, Éditions Mayer, Lausanne, 1961 ; réédition, Paris, José Corti, 2013
- La Lettre, avec Claude Tarnaud, Paris, sans mention d'éditeur, 1960 (publication tirée à 11 exemplaires)
- Présence de l'imperceptible, « Vers le Non-Mental » et « Vers la Pure Nullité », illustré  par des ponctuations de Pol Bury des années 1953-1961, Châtelet, c 1962
- Le Sorcier noir. La mise en formule d’une forme de Jacques Hérold, avec Jacques Hérold, Paris, chez l'auteur et l'artiste, 1962 (tirage à 50 exemplaires)
- Sept slogans ontophoniques, avec des gravures de Augustin Fernandez, Enrique Zanartu, Gisèle Celan-Lestrange, Jacques Hérold, Brunidor, Paris, 1963 ; réédition, Paris, José Corti, 2008
- Poésie élémentaire, Éditions Brunidor, Vaduz, Liechtenstein, 1966
- Apostroph'Apocalypse, avec 14 gravures de Wifredo Lam, Milan, Éditions Upiglio, 1967
- Sisyphe Géomètre, avec une sculpture électrique de Piotr Kowalski à partir de bulles de verre renfermant des gaz rares, Paris, Éditions Claude Givaudan, 1967
- Droit de regard sur les idées, Paris, Brunidor, 1967
- Déférés devant un tribunal d'exception, Paris, 1968
- Dé-Monologue, avec des gravures de Micheline Catty, Paris, Brunidor, 1969, repris dans Paralipomènes
- La Fin du monde, avec un frontispice de Micheline Catty et 5 dessins de Ghérasim Luca, Paris, Éditions Petitthory, 1969
- Le Tourbillon qui repose, Critique et Histoire, 1973
- Le Chant de la carpe, Paris, Le Soleil Noir, 1973 avec un disque de sa voix et une sculpture en verre et miroirs de Piotr Kowalski ; réédition, Paris, José Corti, 1985
- Présence de l'imperceptible, Franz Jacob, Châtelet, illustré d'œuvres de Pol Bury, sans date
- Paralipomènes, avec un objet "cubomanie" du poète, Paris, Le Soleil Noir, 1976 ; réédition, Paris, José Corti, 1986
- Théâtre de Bouche, avec des gravures et 9 dessins de Micheline Catty, Paris, Criapl'e, 1984 ; réédition, Paris, José Corti, 1987
- Satyre et Satrape, Barlfeur, Éditions de la CREM, 1987
- « Argol. Comme un monologue à peine dirigé », dans Qui vive ? Autour de Julien Gracq (recueil de textes de 29 écrivains consacrés à Julien Gracq), Paris, Éditions José Corti, 1989.
- La proie s'ombre, Paris, Éditions José Corti, 1991
- Le Cri, Paris, Éditions Au fil de l'encre, 1995
- La voici la voie silanxieuse, Paris, Éditions José Corti, 1997
- Levée d'écrou, Paris, Éditions José Corti, 2003
- Le chat double pain trouble..., illustré par Victor Brauner, Paris, Éditions Les loups sont fâchés, 2005
- ...pour quelques amis lointains..., Correspondance avec Tilo Wenner, Paris, Éditions des Cendres, 2015
- La Paupière philosophale, Paris, Éditions José Corti, 2016 (poème éponyme précédemment édité dans Le Chant de la carpe
- Je m'oralise, Paris, Éditions José Corti, 2018 (fac-similé d'un manuscrit, composé entre 1964 et 1968, faisant alterner des poèmes et des dessins constitués de points)
- La zozobra de la lengua, Santander, El Desvelo Ediciones, 2018. Anthologie trilingue (roumain, français, espagnol) avec étude introductive de Vicente Gutiérrez Escudero. Traductions en espagnol par Catalina Iliescu, Vicente Gutiérrez Escudero, Jesús García Rodríguez et Eugenio Castro.
- La Poésie sans langue, Paris, Éditions José Corti, 2025 - album inédit de 1962 présenté par Bertrand Fillaudeau et Thierry Garrel.

## Discographie et Filmographie
- Bain de sang, Ghérasim Luca lit 3 poèmes au MoMA, New York, octobre 1984 (ADLM, 1998).
- Ghérasim Luca par Ghérasim Luca, double CD contenant 17 poèmes récités, José Corti / Héros-Limite, 2001.
- Comment s'en sortir sans sortir, « Récital télévisuel » dans lequel Ghérasim Luca dit huit poèmes, réalisé par Raoul Sangla, La Sept/CDN/FR3, 1989; rééd., en DVD, accompagnée d'un livret reprenant tous les textes, José Corti éditeur, 2008.
- Two Poems, « Autres secrets du vide et du plein » (1971) / « Crimes sens initiales » [sic] (1972). Disque 33⅓ tours : Alga Marghen, Plana-L 18VocSon065, 2009.

## Performances
- 1967 : Stockholm, Moderna Museet
- 1968 : Vaduz, Aula der Volksschule
- 1969 : Paris, Musée d'Art Moderne
- 1970 : Paris, Atelier de création radiophonique
- 1971 : Paris, Galerie Albertus Magnus
- 1973 : Stockholm, Franska Institut
- 1975 : Paris, Musée d’Art Moderne
- 1977 : Sceaux, Les Gémeaux
- 1977 : Paris, La Hune
- 1981 : Paris, Centre Georges Pompidou
- 1984 : New York, Polyphonix 07, Museum of Modern Art
- 1984 : New York, La Maison française, New York University & Columbia University
- 1984 : San Francisco, International Festival of Language and Performance
- 1985 : Oslo, 1er Festival International de Poésie
- 1986 : Villeneuve d’Ascq, Musée d’Art Moderne
- 1986 : Paris, Polyphonix 10, Galerie Lara Vincy
- 1987 : Paris, Polyphonix 11, "La Revue parlée", Centre Georges Pompidou
- 1988 : Genève
- 1989 : Rencontres internationales de poésie contemporaine, Tarascon
- 1990 : L'Écrit-Parade, Bibliothèque Municipale de La Part-Dieu, Lyon
- 1991 : Paris, Centre Georges Pompidou
- 1991 : Marseille, Centre international de poésie (cipM)